# 濠江日報
濠江日報（英語：Hou Kong Daily）是澳門一份免費中文日報，於2008年3月28日創刊。該報為一份立根澳門、面向澳門，以澳門為本的免費中文日報，內容著重關心澳門基層市民的衣、食、住、行等各方面。該報每日出紙七大張，28版，與澳門《大眾報》同屬新濠江報業集團，濠江日報社長由大眾報社長黄宇光兼任。